# Glenglassaugh
Glenglassaugh [glenglesof] je skotská palírna společnosti Highland Distilleries plc nacházející se ve městě Portsoy v kraji Banffshire, jež vyráběla skotskou sladovou whisky.

## Historie

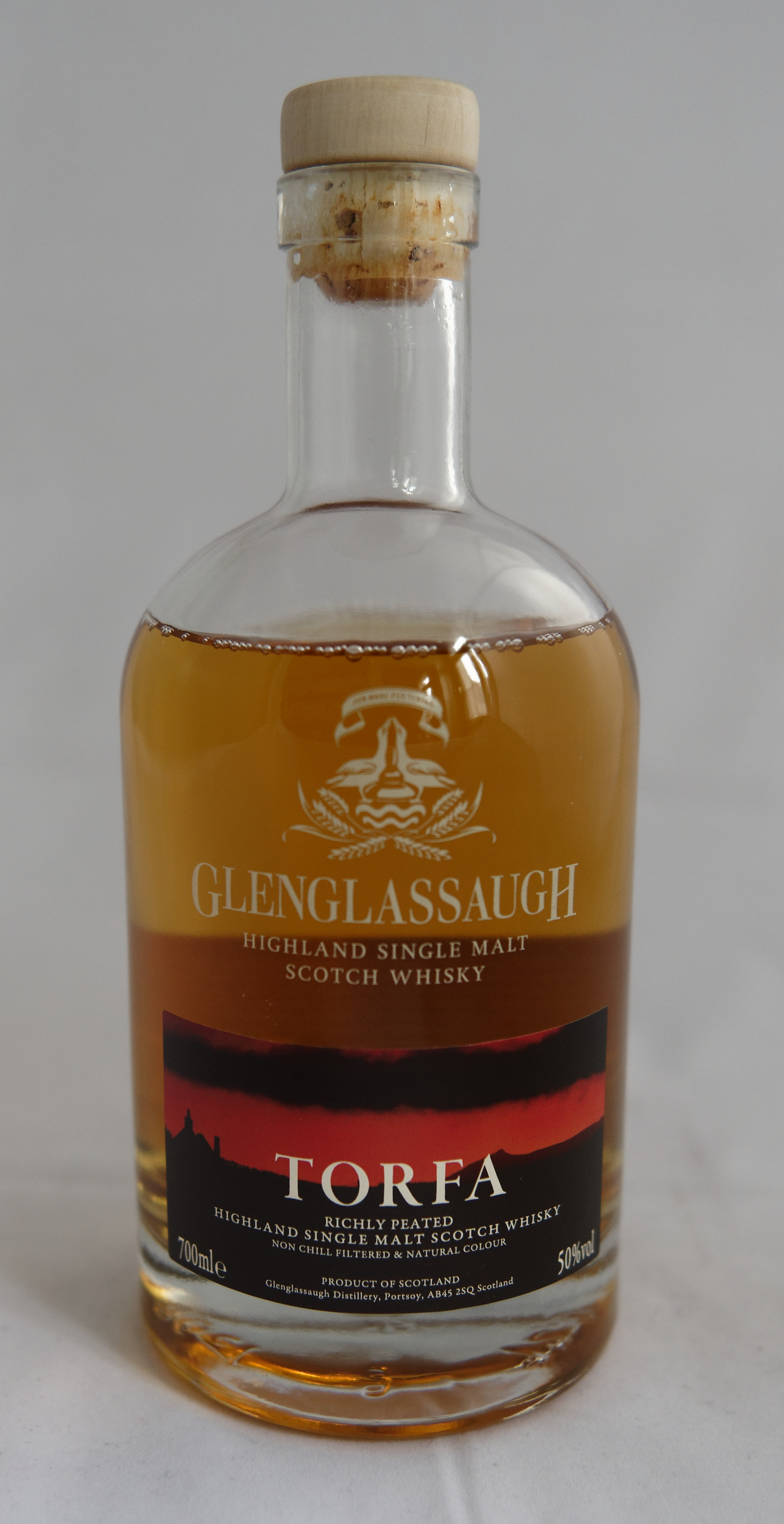
Glenglassaugh Torfa, 50 % vol., richly peated

Palírna byla založena v roce 1875 a produkovala čistou sladovou whisky. Tato palírna leží na okraji útesu poblíž města Portsoy. Tato palírna byla roku 1986 uzavřena. Produkovala whisky značky Glenglassaugh, což byla dvanáctiletá whisky s obsahem alkoholu 40%. I přesto, že je palírna uzavřena, stáčí se každým rokem kolem 1 000 lahví. Tato whisky má nasládlou a těžkou kouřovitou chuť.